# Udo Jürgens
 Udo Jürgens, artiestennaam van  Jürgen Udo Bockelmann (Klagenfurt (Oostenrijk), 30 september 1934 – Münsterlingen (Zwitserland), 21 december 2014) was een Oostenrijkse componist, pianist en zanger. Hij had, naast de Oostenrijkse, sinds 2007 ook de Zwitserse nationaliteit. Met ongeveer 100 miljoen verkochte albums was Udo Jürgens een van de succesrijkste entertainers in de Duitstalige wereld. Zijn actieve carrière overspant bijna 60 jaar. Udo Jürgens' muziek houdt het midden tussen pop en chanson. Jürgens werd in 1966 de eerste Oostenrijkse winnaar van het Eurovisiesongfestival.

## Persoonlijk leven
In het ouderlijk kasteel Ottmanach groeide Jürgens op met twee broers. Zijn jongere broer Manfred Bockelmann (1943) is kunstschilder en fotograaf. Jürgens studeerde muziek, onder meer in Salzburg. Een oom van moederskant is de dadaïst Jean Arp. Een oom van vaderskant was van 1956 tot 1964 burgemeester van Frankfurt.
Van 1964 tot 1989 was hij getrouwd met oud-fotomodel Erika Meier. Uit dit huwelijk had hij twee kinderen (1964 en 1967). Buiten dit huwelijk had hij in ieder geval nog twee buitenechtelijke dochters. In 1999 trouwde Jürgens voor de tweede maal, dit keer met Corinna Reinhold. Het paar leefde de laatste jaren echter gescheiden van elkaar. Vanaf februari 2007 had Jürgens naast zijn Oostenrijks paspoort ook een Zwitsers paspoort.
Jürgens overleed op 21 december 2014. Tijdens een wandeling in het Zwitserse Gottlieben bezweek hij aan een hartstilstand. Reanimatiepogingen in een ziekenhuis in het nabijgelegen Münsterlingen waren tevergeefs. Jürgens werd 80 jaar oud. Op 23 december 2014 werd hij in stilte gecremeerd en zijn urn werd in het voorjaar van 2015 bijgezet op het Zentralfriedhof in Wenen. Jürgens rust daar naast onder anderen zanger Falco, componist Franz Schubert en actrice Hedy Lamarr.

## Loopbaan
In 1950 won Jürgens een door de ORF georganiseerde wedstrijd voor componisten met het liedje Je t'aime. Tien jaar later schreef hij voor Shirley Bassey de wereldhit Reach for the Stars. Dit is echter niet de enige wereldster voor wie hij liedjes schreef. Een oorspronkelijk voor Frank Sinatra geschreven compositie, If I never sing another song, werd opgenomen door onder anderen Frankie Laine en Sammy Davis jr., die er al zijn tv- en concertoptredens mee afsloot.

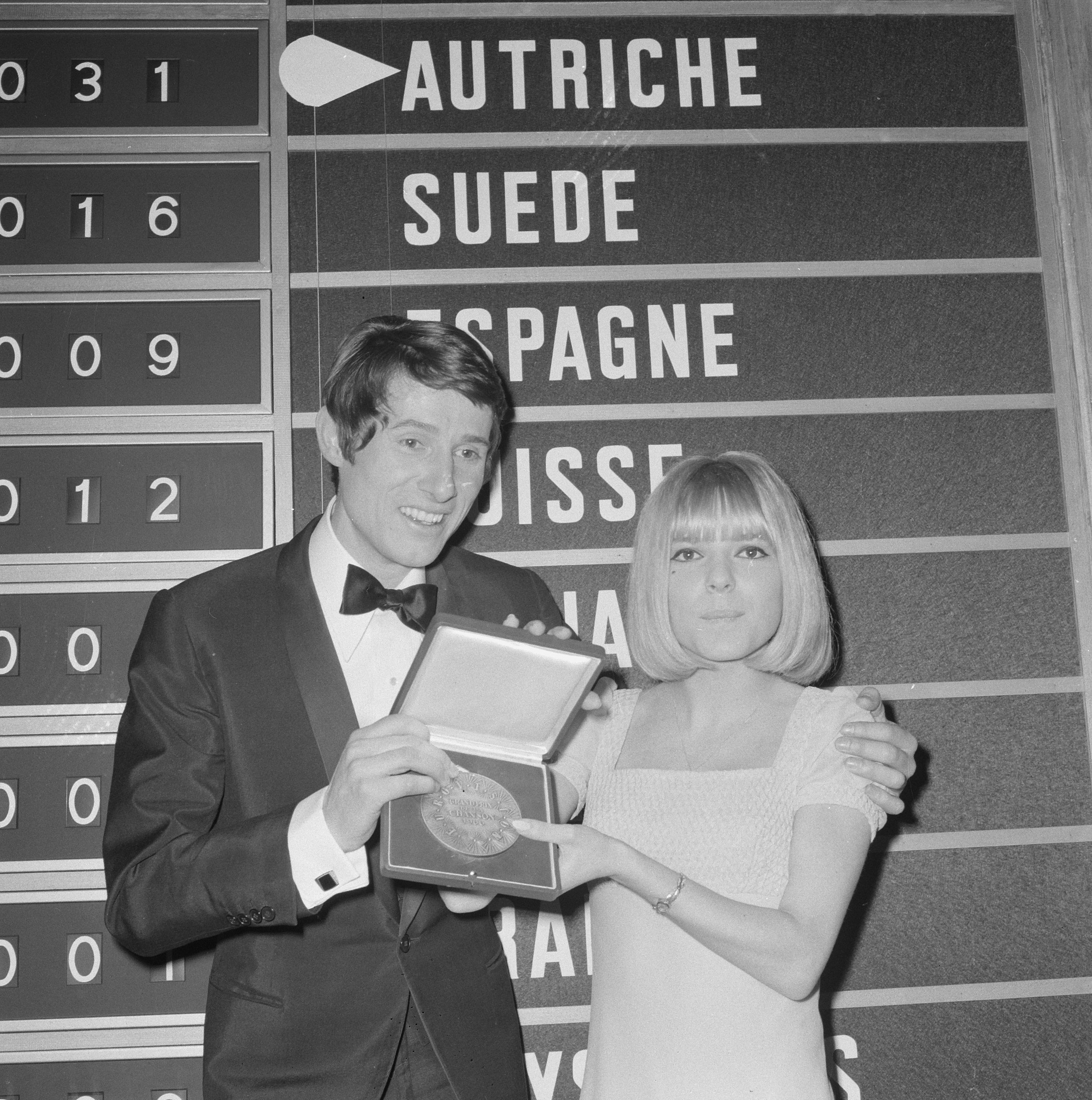
Udo Jürgens na het winnen van het Eurovisiesongfestival in 1966, samen met France Gall, de vorige winnares

In 1964 deed hij een eerste gooi naar een Eurovisieoverwinning met het liedje Warum, nur Warum. Het eindigde op de zesde plaats en de Britse kandidaat Matt Monro vond het nummer zo goed dat hij het coverde als Walk away en op nummer 1 in de Britse hitparade en op een tweede plaats in de Amerikaanse hitparade kwam. Een jaar later werd Jürgens vierde op het Eurovisiesongfestival 1965 in Napels met Sag' ihr, ich laß sie grüßen. In 1966 won hij met Merci, Chérie het Eurovisiesongfestival. Daarmee was hij de enige Oostenrijkse winnaar van dit evenement tot Conchita Wurst het Eurovisiesongfestival 2014 won.
In de daaropvolgende jaren schreef hij enkele Duitse evergreens zoals Griechischer Wein, Aber bitte mit Sahne en Mit 66 Jahren. Een van zijn grootste successen was samen met het Duitse voetbalteam in 1978, toen hij Buenos Dias Argentina zong. Hiervoor kreeg hij ook een Grammy Award, aangezien dit lied als countrylied in Noord-Amerika erg succesvol was.
In de jaren zestig was Jürgens in meerdere speelfilms te zien en in de jaren negentig in televisieseries, waaronder Das Traumschiff en Ein Schloß am Wörthersee.
In Nederland hebben zangers ook succes gehad met de composities van Jürgens, onder meer André van Duin ("Een echte vriend", Ich war noch niemals in New York), Joe Harris ("Drink rode wijn" , "Griechischer Wein") en Gerard Cox ("Avond", Abends). "Foto van vroeger" is een cover van het nummer Damals wollt' ich erwachsen sein van Udo Jürgens, dat in 1977 op diens album Lieder, die auf Reisen gehen verscheen. Dit nummer, geschreven door Jürgens en Irma Holder, werd door Joost Nuissl naar het Nederlands vertaald en opgenomen door Rob de Nijs. De grootste hit is echter wel Gib mir deine Angst, in het Nederlands als "Geef mij je angst" gezongen door zowel de vertaler André Hazes als door Guus Meeuwis.

## Thema's
Jürgens was een van de productiefste en een van de succesvolste popmusici in Duitstalig Europa. Hij schreef meer dan 1000 liederen en bracht zo'n vijftig studioalbums uit die ruim 100 miljoen keer over de toonbank gingen. In zijn liedteksten gaat het vaak over diepere problematiek, de huidige decadentie (Café Größenwahn uit 1993) of de consumptiemaatschappij (Aber bitte mit Sahne, 1976). Het milieu heeft zijn aandacht (5 Minuten vor Zwölf, 1982), evenals verslaving (Rot blüht der Mohn, 1983). Vermeldenswaard is hier het Blaue Album uit 1988, een album dat openlijk kritiek uit op de Rooms-Katholieke Kerk. Het lied Gehet hin und vermehret euch werd door de openbare zenders in Oostenrijk en Duitsland niet uitgezonden vanwege de tekst.

## Der Mann mit dem Fagott
Jürgens schreef samen met Michaela Moritz het boek Der Mann mit dem Fagott (De man met de fagot). Het boek speelt zich in het verleden af, in Bremen, en gaat over de familiegeschiedenis van de Bockelmanns. Het vertelt het verhaal van Heinrich Bockelmann (Jürgens' grootvader), Rudjaska (Rudi) Bockelmann (Jürgens' vader) en uiteraard Jürgens zelf. Tevens bevat het een groot deel Europese geschiedenis, waaronder de Eerste Wereldoorlog, waarin Jürgens grootvader een van de laatste Duitse bankiers in Rusland was, de Tweede Wereldoorlog en ook de tijd van Jürgens' eigen leven.

## Discografie

### Albums
| Album met eventuele hitnotering(en) in de Nederlandse Album Top 100 | Datum van verschijnen | Datum van binnenkomst | Hoogste positie | Aantal weken | Opmerkingen                        |
| ------------------------------------------------------------------- | --------------------- | --------------------- | --------------- | ------------ | ---------------------------------- |
| Portrait in Musik                                                   | 1965                  | -                     |                 |              |                                    |
| Siebzehn Jahr, blondes Haar                                         | 1965                  | -                     |                 |              |                                    |
| Françoise und Udo                                                   | 1966                  | -                     |                 |              |                                    |
| Portrait in Musik - 2. Folge                                        | 1967                  | -                     |                 |              |                                    |
| Was ich dir sagen will                                              | 1967                  | -                     |                 |              |                                    |
| Udo                                                                 | 1968                  | -                     |                 |              |                                    |
| Mein Lied für dich                                                  | 1968                  | -                     |                 |              |                                    |
| Udo live                                                            | 1969                  | -                     |                 |              | Livealbum                          |
| Udo '70                                                             | 1969                  | -                     |                 |              |                                    |
| Udo 71                                                              | 1970                  | -                     |                 |              |                                    |
| Immer wieder geht die Sonne auf                                     | 1971                  | 08-05-1971            | 46              | 13           |                                    |
| Zeig mir den Platz an der Sonne                                     | 1971                  | -                     |                 |              |                                    |
| Helden, Helden                                                      | 1972                  | -                     |                 |              | Musical                            |
| Ich bin wieder da                                                   | 1972                  | -                     |                 |              |                                    |
| Johnny und Jenny (Alle Kinder dieser Welt)                          | 1973                  | -                     |                 |              |                                    |
| Udo heute                                                           | 1974                  | -                     |                 |              |                                    |
| Meine lieder                                                        | 1975                  | 24-05-1975            | 22              | 7            |                                    |
| Udo 75 - Ein neuer Morgen                                           | 1975                  | -                     |                 |              |                                    |
| Meine Lieder 2                                                      | 1976                  | -                     |                 |              |                                    |
| Meine Lieder '77                                                    | 1977                  | -                     |                 |              |                                    |
| Udo live '77                                                        | 1977                  | -                     |                 |              | Livealbum                          |
| Buenos dias Argentina                                               | 1978                  | -                     |                 |              | met die Fußball-Nationalmannschaft |
| Udo Jürgens                                                         | 1979                  | 03-03-1979            | 22              | 9            | Verzamelalbum                      |
| Udo 1957-60                                                         | 1980                  | -                     |                 |              |                                    |
| Nur ein Lächeln                                                     | 1980                  | -                     |                 |              |                                    |
| Udo '80                                                             | 1980                  | -                     |                 |              |                                    |
| Leave a little love                                                 | 1981                  | -                     |                 |              |                                    |
| Willkommen in meinem Leben                                          | 1981                  | -                     |                 |              |                                    |
| Lust am Leben live                                                  | 1981                  | -                     |                 |              | Livealbum                          |
| Silberstreifen                                                      | 1982                  | -                     |                 |              |                                    |
| Traumtänzer                                                         | 1983                  | -                     |                 |              |                                    |
| Hautnah                                                             | 1984                  | -                     |                 |              |                                    |
| Live & hautnah                                                      | 1985                  | -                     |                 |              | Livealbum                          |
| Treibjagd                                                           | 1985                  | -                     |                 |              |                                    |
| Deinetwegen                                                         | 1986                  | -                     |                 |              |                                    |
| Das Live-konzert '87                                                | 1987                  | -                     |                 |              | Livealbum                          |
| Das blaue Album                                                     | 1988                  | -                     |                 |              |                                    |
| Sogar Engel brauchen Glück                                          | 1989                  | -                     |                 |              |                                    |
| Ohne Maske                                                          | 1989                  | -                     |                 |              |                                    |
| Live Ohne Maske                                                     | 1990                  | -                     |                 |              | Livealbum                          |
| Sempre Roma                                                         | 1990                  | -                     |                 |              | met die Fußball-Nationalmannschaft |
| Das Traumschiff                                                     | 1990                  | -                     |                 |              | Soundtrack                         |
| Geradeaus                                                           | 1991                  | -                     |                 |              |                                    |
| Open air symphony live                                              | 1992                  | -                     |                 |              | Livealbum                          |
| Café Grössenwahn                                                    | 1993                  | -                     |                 |              |                                    |
| Zijn grootste successen                                             | 1995                  | 08-04-1995            | 51              | 5            | Verzamelalbum                      |
| 140 Tage Grössenwahn - Tour 1994/95                                 | 1995                  | -                     |                 |              | Livealbum                          |
| Zärtlicher Chaot                                                    | 1995                  | -                     |                 |              |                                    |
| Gestern - heute - morgen                                            | 1996                  | -                     |                 |              |                                    |
| Gestern - heute - morgen live '97                                   | 1997                  | -                     |                 |              | Livealbum                          |
| Ich werde da sein                                                   | 1999                  | -                     |                 |              |                                    |
| Mit 66 Jahren (was wichtig ist...)                                  | 2000                  | -                     |                 |              |                                    |
| Mit 66 Jahren - Live 2001                                           | 2001                  | -                     |                 |              | Livealbum                          |
| Es lebe das Llaster                                                 | 2002                  | -                     |                 |              |                                    |
| Es werde Licht - Meine Winter- und Weihnachtslieder                 | 2003                  | -                     |                 |              |                                    |
| Es lebe das Laster - Udo live                                       | 2004                  | -                     |                 |              |                                    |
| Jetzt oder nie                                                      | 2005                  | -                     |                 |              |                                    |
| Udo spielt Jürgens - Der Soloabend: Live am Gendarmenmarkt          | 2005                  | -                     |                 |              |                                    |
| Jetzt oder nie live                                                 | 2006                  | -                     |                 |              |                                    |
| Lieder voller Poesie                                                | 2007                  | -                     |                 |              |                                    |
| Einfach ich                                                         | 2008                  | -                     |                 |              |                                    |
| Einfach ich live                                                    | 2009                  | -                     |                 |              | Livealbum                          |
| Der ganz normale Wahnsinn                                           | 2011                  | -                     |                 |              |                                    |
| Mitten im Leben                                                     | 2014                  | -                     |                 |              |                                    |
| Das Letzte Konzert - Zürich                                         | 2015                  | 27-03-2015            |                 |              | Livealbum                          |

### Singles
| Single met eventuele hitnotering(en) in de Nederlandse Top 40 | Datum van verschijnen | Datum van binnenkomst | Hoogste positie | Aantal weken | Opmerkingen                                                 |
| ------------------------------------------------------------- | --------------------- | --------------------- | --------------- | ------------ | ----------------------------------------------------------- |
| Merci, Chérie                                                 | 1966                  | 19-03-1966            | 14              | 8            |                                                             |
| Cotton fields                                                 | 1968                  | 25-05-1968            | tip18           | -            |                                                             |
| Zeig mir den Platz an der Sonne                               | 1971                  | 09-10-1971            | 31              | 3            |                                                             |
| Spiel, Zigan                                                  | 1974                  | 02-03-1974            | tip17           | -            |                                                             |
| Griechischer Wein                                             | 1975                  | 19-04-1975            | 4               | 8            | Nr. 3 in de Single Top 100                                  |
| Einmal wenn du gehst                                          | 1978                  | 11-03-1978            | 16              | 7            | met Judy Cheeks / Nr. 21 in de Single Top 100 / Alarmschijf |
| Paris - einfach so nur zum Spaß                               | 1981                  | 10-01-1981            | tip11           | -            |                                                             |

| Single met hitnotering(en) in de Vlaamse Ultratop 50 | Datum van verschijnen | Datum van binnenkomst | Hoogste positie | Aantal weken | Opmerkingen                                   |
| ---------------------------------------------------- | --------------------- | --------------------- | --------------- | ------------ | --------------------------------------------- |
| Griechischer Wein                                    | 1975                  | -                     |                 |              | Nr. 7 in de Radio 2 Top 30                    |
| Einmal wenn du gehst                                 | 1978                  | -                     |                 |              | met Judy Cheeks / Nr. 30 in de Radio 2 Top 30 |

## Dvd's
| Dvd's met hitnoteringen in de Nederlandse Music Top 30 | Datum van verschijnen | Datum van binnenkomst | Hoogste positie | Aantal weken | Opmerkingen                 |
| ------------------------------------------------------ | --------------------- | --------------------- | --------------- | ------------ | --------------------------- |
| Einfach ich - Live 2009                                | 2009                  | 07-11-2009            | 30              | 1            |                             |
| Das letzte Konzert Zürich 2014 - live                  | 2015                  | 04-04-2015            | 4               | 7            | met Orchester Pepe Lienhard |